# Bruno Loerzer
Bruno Loerzer (22 de enero de 1891-23 de agosto de 1960) fue un oficial alemán de la Luftstreitkräfte en la Primera Guerra Mundial y la Luftwaffe en la Segunda Guerra Mundial.

## Biografía
Nació el 22 de enero de 1891 en Berlín. Fue oficial del ejército de formación para el combate y aprendió a volar en 1914. Hermann Göring fue instructor de vuelo de Loerzer hasta mediados de 1915. En 1916 pasó a ser combatiente y el 26 de enero de 1917 pasó a formar parte del escuadrón de aviación Jagdstaffeln. Para entonces ya sumaba dos aviones derribados de la aviación francesa. Esa cifra ascendió a 20 a finales de octubre y en febrero de 1918 recibió la Pour le Mérite.
Ese mismo mes, tomó el mando de la nueva formación Jagdgeschwader III, entre sus miembros estaba su hermano Fritz, que afirmaba haber hecho 11 muertes. Liderando Jasta 26 y otros 3 escuadrones, Loerzer demostró ser un teniente coronel de éxito. Al mando de un Fokker D.VII luchó contra un escuadrón aliado, lo cual hizo aumentar su número de derribos. Logró su última victoria en los últimos días de septiembre cuando su número de derribos se elevó a 44. Poco tiempo después del armisticio fue ascendido a Hauptmann (capitán).
Loerzer luchó ilegalmente con el Freikorps desde diciembre de 1918 hasta marzo de 1920, ayudando a crear una atmósfera de caos y desorden en la Alemania de Weimar. Comandó un JG 334 en el área de los Balcanes apoyando a la División Eiserne en el papel aéreo táctico.
Durante los años 30 fue el líder de varias organizaciones civiles de aviación (cuerpo de aviación nacional socialista, NSFK), y comandó una unidad de combate de JG 334 'Pik As' cuando se organizó la Luftwaffe.
Loerzer se benefició de su amistad con Göring el mayor general en 1938. Durante los primeros años de la Segunda Guerra Mundial, comandó la II Fliegerkorps, fue premiado con la Cruz de Caballero de la Cruz de Hierro en mayo de 1940.
Su escuadrón participó en la invasión de Rusia en el verano de 1941, dando apoyo a Fieldmarshall von Bock. Su unidad fue enviada a Mesina, Sicilia, en octubre de 1941 y permaneció allí hasta mediados de 1943, cuando regresó a la península itálica.
Göring promocionó a Loerzer para Generaloberst (coronel general) en febrero de 1943 y en junio de 1944 fue nombrado jefe de una subdivisión del Luftwaffe. Se retiró en 1945. El 23 de agosto de 1960 murió a la edad de 69 años.